# Матулёнис, Альгис
А́льгис Матулёнис (лит. Algis Matulionis; 9 апреля 1947, Вильнюс, Литовская ССР, СССР) — советский и литовский актёр, сценарист, режиссёр, глава Союза кинематографистов Литвы.

## Биография
Учился на экономическом факультете, но в 1972 году окончил факультет актёрского мастерства Литовской консерватории. С 1967 актёр Каунасского драматического театра.
Снимался в кино. Всенародную популярность этому артисту принесли картины «Двойной капкан», «Палач», «Заложница» и «Гений». Всего же Альгис Матулёнис снялся более чем в 30 кинолентах, играл преимущественно роли отрицательных персонажей.
После распада СССР в кино практически не снимается. С 1994 года возглавляет Союз кинематографистов Литвы.

## Семья
- Жена — Нина Радайтите, актриса
- Дети: сын Повилас и дочь Эгле

## Фильмография
- 1971 — Камень на камень — Лаурас
- 1973 — Тадас Блинда — Мотеюс, брат Тадаса
- 1973 — Подводя черту — Андрюс Шукис, следователь
- 1975 — День возмездия — граф
- 1979 — Раненая тишина — Кучинскас
- 1979 — Три минуты лёта — Игнас
- 1982 — Самая длинная соломинка — Франциск
- 1983 — Полёт через Атлантический океан — Тадас
- 1984 — Аплодисменты, аплодисменты… — гость
- 1985 — Двойной капкан — Гунар
- 1985 — Матч состоится в любую погоду — Иржи Паточка
- 1986 — Бармен из «Золотого якоря» — Макс Паттерсон
- 1987 — Выбор — Илья Рамзин в старости
- 1988 — Дом без выхода — человек в шляпе
- 1988 — Тринадцатый апостол — священник
- 1989 — Охота на единорога — генерал «Люфтваффе»
- 1990 — Заложница — Британов
- 1990 — Палач — Вольдемар, «палач»
- 1990 — Попугай, говорящий на идиш — Курт, легионер, бывший эсэсовец
- 1990 — Посредник — Киселёв, он же Угол 1
- 1991 — Гений — подполковник Уваров
- 1991 — Депрессия — Курдаш
- 1991 — Карпатское золото — Гинце
- 1991 — Не стреляйте в меня, пожалуйста — Альгис
- 1992 — Дуплет — Лион
- 1992 — Похитители воды — бандит по кличке «Режиссёр»
- 1994 — Процесс, Procesas (лит.), священник
- 1997 — Путешествие с "Camel", Kelionė su «Camel»
- 2004 — Красная капелла — офицер СД
- 2009 — Крест в круге — Матвей Григорьевич в молодости

## Киносценарии
- Не стреляйте в меня, пожалуйста (1991)